# Leichtmatrose
Leichtmatrose est un groupe allemand de synthpop, originaire de Münster. 

## Histoire
Andreas Stitz de Münster, dont la profession principale est agent de probation, a travaillé comme instrumentiste dans différents groupes. En 2005, il écrit ses premières chansons en tant que projet solo sous le nom de Leichtmatrose, qu'il a téléchargées en 2007 sur la plateforme Myspace. Joachim Witt le remarque. Il le met en contact avec des labels discographiques et permet ainsi la production du premier album Gestrandet (2009), qui sort chez Ferryhouse/Warner. 
En 2011, Andreas Stitz rencontre Thomas Fest, qui rejoint le projet Leichtmatrose en tant qu'auteur-compositeur, claviériste et guitariste. Depuis, les deux hommes écrivent les chansons ensemble, à quelques exceptions près, et forment progressivement le groupe Leichtmatrose à partir du projet solo initial. Le batteur Tom Günzel rejoint le groupe en 2015. Depuis début 2018, le claviériste Rick J. Jordan, ancien cofondateur et membre du groupe de dance Scooter, rejoint le groupe en tant que producteur de musique et bassiste live. Le plus jeune membre du groupe, le guitariste Stephan Sundrup, les rejoints fin 2019. En 2019, Leichtmatrose joue en première partie du chanteur allemand de synthpop Peter Heppner lors de sa tournée Confessions and Doubts Tour.
En 2020, Leichtmatrose participe en tant que chef de file à la reprise de Nein, meine Söhne geb' ich nicht (Reinhard Mey et Freunde). Pendant la pandémie de Covid-19, le groupe donne deux concerts gratuits en livestream en 2020. Le premier « concert fantôme » est enregistré et diffusé en direct en juillet dans un club de Münster. Le deuxième concert était en plein air sur la scène Goethe-Freilichtbühne Porta Westfalica, et est présenté par le magazine musical Sonic Seducer.
En 2023, Leichtmatrose accompagne ASP sur leur tournée ENDLiCH ! en tant qu'invité spécial, où l'EP Wir Kinder vom Bahnhof Adamo est également pré-publié,. En mars 2023, il est annoncé que Sandrup ne pourrait pas participer à la tournée et que Daniel Valente Fraga serait à la place le guitariste de la tournée. Entre-temps, Fraga devient membre officiel du groupe. 

## Discographie

### Albums studio
- 2009 : Gestrandet
- 2015 : Du, ich und die andern
- 2016 : Remixed
- 2018 : Heile Welt

### Singles
- 2009 : Leichtmatrosen haben’s schwer
- 2009 : Sexi ist tot
- 2010 : Herztransplantation
- 2014 : Jonny fand bei den Sternen sein Glück
- 2015 : Damals im Leben (Was für ein Jahr)
- 2015 : Ich hab dich bloß geliebt
- 2016 : Hier drüben im Graben (feat. Joachim Witt)
- 2016 : Remixed
- 2017 : Jasmin
- 2018 : Wenn es Nacht wird in Paris
- 2018 : Jerusalem
- 2018 : Raumpatrouille
- 2018 : Chill Indianer
- 2019 : Das Schicksal kann ein mieses Arschloch sein
- 2020 : Liebe
- 2021 : Karma Polizei
- 2021 : Mein Gemälde von dir
- 2022 : Du Disko
- 2022 : Kawasaki
- 2023 : Liebe 2k23 (feat. Seraphina Kalze)
- 2023 : Wir Kinder vom Bahnhof Adamo